# Васильевка (Ермекеевский район)
Васи́льевка (баш. Васильевка) — село в Ермекеевском районе Башкортостана, входит в состав Ермекеевского сельсовета.

## Географическое положение
Расстояние до:
- районного центра (Ермекеево): 7 км,
- центра сельсовета (Ермекеево): 7 км,
- ближайшей ж/д станции (Приютово): 38 км.

## Население
| 2002 | 2009 | 2010 |
| ---- | ---- | ---- |
| 17   | ↘12  | ↘7   |

Национальный состав
Согласно переписи 2002 года, преобладающая национальность — русские (70 %).

## Известные уроженцы
- Ласкин, Иван Андреевич (1901—1988) — советский военачальник, генерал-лейтенант.
- Степанов, Никита Андреевич (1913—1953) — советский военнослужащий, старший сержант, Герой Советского Союза.